# Ernst Kuhl
Ernst Kuhl (* 9. Februar 1843 in Saarlouis; † 29. Dezember 1911 in St. Louis) war ein deutscher Bau- und Maschinenbauingenieur.

## Leben
Ernst Kuhl wurde in Saarlouis geboren. Mit 18 Jahren absolvierte er das Gymnasium in Trier und 1865 das Bauingenieurstudium in Karlsruhe. Er arbeitete viele Jahre als Leiter eines Hüttenwerks am Rhein und war später als Ingenieur auf einem Dampfer des Norddeutschen Lloyd tätig.
1872 emigrierte Ernst Kuhl in die Vereinigten Staaten und ließ sich in Buffalo nieder. Anfang 1873 begann er im Büro des Zehnten Leuchtturm-Bezirks zu arbeiten. Von 1876 bis 1878 war er selbstständig und stellte spezielle Geräte für die Stromübertragung her.
1878 kehrte er in den Staatsdienst zurück. Bis 1900 war er als Maschinenbauingenieur und Zeichner für die Verbesserung des Missouri-Flusses tätig. Er entwarf die Maschinen für die Schubboote Arethusa und Atalanta sowie für die Schleppboote Wright und Suter.
Von 1900 bis 1910 war er unter Major William L. Sibert Superintendent der Abteilung für Maschinenbau des Ingenieurbüros der Vereinigten Staaten in Pittsburgh. Er entwarf Dampfschiffe, Baggerschiffe, Baustahl und Betriebsmaschinen für viele Schleusen und Dämme im Monongahela River.
Im Jahr 1910 wurde er in das Ingenieurbüro der Vereinigten Staaten in St. Louis versetzt. Er starb am 29. Dezember 1911, ungefähr ein Jahr nach dem Tod seiner Frau.